# Шемук, Сергей Александрович
Сергей Александрович Шемук (род. 29 июня 1972) — украинский шахтёр, забойщик общества «Арендное предприятие Шахта „Новодзержинская“», Донецкая область, Герой Украины (2010).

## Биография
Родился 29 июня 1972 года в городе Дзержинске Донецкой области.
В 1990 году, окончив среднюю школу, пришёл работать на шахту «Новодзержинская». Начинал трудовую деятельность помощником ГРОЗ, а с 1992 года — забойщиком на отбойных молотках.
Член клуба Изотовцев (клуб назван в честь известного горловского рекордсмена-шахтёра). Стаж работы на предприятии составляет 20 лет. На шахте работали его отец, мать и брат.
Учится в Дзержинском горном техникуме.
На местных выборах 2010 года избран депутатом городского совета Дзержинска.
Женат, имеет двух дочерей.

## Награды и заслуги
- Звание Герой Украины (с вручением ордена «Золотая Звезда», 26.08.2010 — за установление выдающегося результата в добыче угля, самоотверженный шахтёрский труд и трудовую доблесть)[3].
- Орден За доблестный шахтёрский труд (Кузбасс)
- Полный кавалер знаков «Шахтёрская слава» и «Шахтёрская доблесть».
- Заслуженный шахтёр Украины (2003).
- На фестивале документальных фильмов в г. Бари (Италия) получил награду «Золотая горилла» — символ неиссякаемой энергии.[2]

## Рекорд по добыче угля
В августе 2010 года на горизонте 585 метров шахты «Новодзержинская» забойщик Сергей Шемук, заранее подготовившись и организовав процесс, побил рекорд Алексея Стаханова. Он собственноручно добыл 170 тонн угля, на 68 тонн больше, чем знаменитый ударник, и выполнил норму времён Стаханова на 2023 %. Шемук работал, как и Стаханов, с двумя товарищами — Андреем Кочетковым и Андреем Прудниковым. Однако сравнения здесь не вполне корректны, так как Шемук работал дольше (8 часов). Рекордной работу Шемука можно считать лишь условно, так как первоначальное достижение Стаханова давно и неоднократно превышалось, в том числе, и самим Стахановым, с результатами выше 200 тонн. Кроме того, во времена Стаханова использование простого отбойного молотка было по-настоящему прогрессивным нововведением, но сейчас, по мнению ряда изданий, с точки зрения современных технологий угледобычи это достижение не является значительным.
Аман Тулеев решил наградить за это достижение Сергея Шемука орденом «За доблестный шахтёрский труд» I степени. Награду герою вручили члены делегации Кемеровской области, которые приняли участие в торжествах посвященных Дню шахтёра в Донецке.